# Насакино (Переславский район)
Насакино — деревня в Переславском районе Ярославской области на реке Сотимка.

## История
Насакинскій приходъ.
Село Насакино, при речке Сотьме, находится въ 15-ти верстахъ отъ уезднаго города и въ 110 верстахъ отъ губернскаго.
Историческіе сведенія о Насакине восходятъ къ концу XV века: въ 1498 году князь Иванъ Юрьевичъ Патрекеевъ завещалъ это село своему сыну Ивану. Въ теченіе XVI столетія населеніе Насакина значительно уменьшилось и въ документахъ XVII века оно именуется уже «сельцомъ, что было село»; такое уменьшеніе населенія могло произойти или отъ мороваго поветрія, бывшаго въ восьмидесятыхъ годахъ XVI века, когда запустели целыя деревни или отъ Литовскаго разоренія.
По писцовымъ книгамъ 1628 – 29 г.г. Насакино значится за несколькими владельцами:

1) за охотникомъ ловчаго пути Кирилломъ Александровымъ Патрекеевымъ;

2) за кречетникомъ Исаемъ Неустроевымъ сыномъ Чернцовымъ и

3) за Переславцами – Муралеемъ да Иваномъ Гринковыми.
По переписнымъ книгамъ 1678 года три жеребья села Насакина записаны за братьями Патрекеевыми, а въ нихъ по 1 бобыльскому двору на каждый жеребій, въ каждомъ дворе по 3 человека; четвертый жеребий – за стряпчимъ Иваномъ Дорофеевымъ Рудаковымъ, въ немъ 1 дворъ вотчинниковъ, 2 двора крестьянскихъ и 1 бобыльскій, въ которомъ жило 14 человекъ; треть села за Савиномъ Ивановымъ Гринковымъ, въ ней 3 двора крестьянскихъ, 3 бобыльскихъ и 1 задворнаго человека.
Церковь в Насакине существовала несомненно еще въ XVI столетіи, престолъ ея былъ во имя св. муч. Флора и Лавра, но въ первой четверти XVII века отъ неизвестной причине запустела и въ вышеупомянутыхъ писцовыхъ книгахъ значится только церковная земля, поросшая лесомъ, 10 четвертей въ поле, сена 7 копенъ. До конца XVII века пустое церковное место оставалось незастроеннымъ, только въ 1700 году на средства помещиковъ Гринковыхъ на месте прежней церкви построена новая. Новопостроенная церковь была освящена въ честь иконы Божіей Матери Неопалимыя купины, въ память же прежней церкви былъ устроенъ приделъ во имя св. муч. Флора и Лавра; къ церкви были определены священникъ, дьячекъ, пономарь и просвирня. Приходъ составляли дворъ помещика и 20 дворовъ крестьянскихъ среднихъ, земля церковная осталась прежняя. Въ патріаршую казну было положено дани 19 алтынъ и 3 деньги.
Въ 1779 году вместо этой деревянной церкви на средства помещика Феодосія Иванова Редрикова устроенъ существующій ныне каменный храмъ въ честь иконы Божіей Матери Неопалимыя купины съ двумя приделами во имя Святаго Николая Чудотворца и св. муч. Флора и Лавра; тогда же устроена и каменная колокольня. Въ главномъ храме сохранился резной иконостасъ, современный храму, въ 7 ярусовъ; на царскихъ вратахъ резное изображеніе Тайной Вечери.
Утварью, ризницей, св. иконами и богослужебными книгами этотъ храмъ снабженъ достаточно.
Церковные документы хранятся въ целости: копіи съ метрическихъ книгъ съ 1795 года, исповедныя росписи съ 1829 года.
Причта по штату положено: священникъ и псаломщикъ.
На содержаніе ихъ получается:
 
а) процентовъ съ причтоваго капитала (11518 руб.) – 460 руб. 72 коп.;

б) отъ службъ и требоисправленій до 50 руб.;
 
в) арендной платы за причтовую пустошь – 70 руб., а всего до 580 руб. въ годъ.
Дома у священника и псаломщика собственные на церковной земле.
Земли при церкви: усадебной 2 десятины, пахатной и сенокосной 31 десятина, плана и межевой книги на эту землю нетъ. Кроме того, въ 1870 году на содержаніе причта госпожей Захарьиной пожертвовано 123 десятины 947 кв. сажень лесной, пахатной и сенокосной земли; планъ и вводный листъ на эту землю есть, а остальной – причтъ владеетъ самъ.
Приходъ состоитъ изъ одного села Насакина, въ которомъ по клировымъ ведомостямъ числится 88 душъ мужскаго пола и 94 женскаго; все православные.

Въ селе Насакине имеется школа грамоты; учащихся въ 1893 году было 15.Добронравов, Василий Гаврилович

## Население
| 1859 | 1905 |
| ---- | ---- |
| 179  | 161  |

| 1859 | 1905 | 1926 | 2007 | 2010 |
| ---- | ---- | ---- | ---- | ---- |
| 179  | ↘161 | ↗262 | ↘1   | →1   |